# Skandal (teologia)
Skandal, zgorszenie – działanie, które może prowadzić innych do grzechu czyli metaforycznie do moralnego potknięcia i upadku w pułapkę. Wywodzi się od greckiego σκάνδαλον (skandalon), którego dosłowne pierwotne znacznie: spust pułapki albo sidła zastawione na wroga, tłumaczone jest także m.in. jako zgorszenie, kamień/skała potknięcia bądź zawada.

## Etymologia
Słowo skandal ma swoje źródło w starożytnym języku greckim, ma związek ze „skadzein” (kuleć), „skadzo” (kuleję), „skolon” (zawada, przeszkoda), początkowo „skandalon” był używany w sensie „pułapki” lub „zasadzki”. Pochodzi od (zrekonstruowanego) praindoeuropejskiego *skand- (skakać, wspinać się).

## Biblia hebrajska
Termin oznaczający kamień, skałę potknięcia w języku hebrajskim to mikhshol (מִכְשׁוֹל‎) lub makhshelah, co na grecki jest tłumaczone jako skandalon lub proskomma i odnosi się często do zbłądzenia, zejścia na złą drogę, np. z powodu bałwochwalstwa, idolatrii. Wywodzi się z metaforycznego zakazu z  Księgi Kapłańskiej by nie kłaść przeszkód, zawad, kłód (w zależności od tłumaczenia) przed niewidomym.

## Nowy Testament
Według Konkordancji Stronga w formie rzeczownikowej skandalon użyty jest 15 razy w Nowym Testamencie.
W formie derywatu czasownikowego (skandalizo) występuje 29 razy. Na język polski przekładany jest zwykle już w formie niedosłownej jako zgorszenie także dosłowniej jako zawada (to tłumaczenie wybierane jest często w Nowym Testamencie Szymona Budnego (z 1574), gdyż był on zwolennikiem dosłowności w tłumaczeniu; występuje także jednokrotnie w Biblii Tysiąclecia w Ewangelii Mateusza 16:23) bądź skandal (np. w Biblii EIB, również w tłumaczeniach starosłowiańskich (w głagolicy: ⱄⰽⰰⱀⰴⰰⰾⱏ)) czy też jako kamień potknięcia (Biblia Tysiąclecia, List do Rzymian 11:9) nakłanianie do odstępstwa (np. w Biblii EIB), nakłanianie do złego (Biblia poznańska) lub obraza (Szczepański) itp. Termin ten używany jest także paradoksalnie na określenie np. apostoła Piotra, krzyża, a także Chrystusa, którego życie było często bardzo odległe od ludzkich oczekiwań.

## W Kościele Katolickim
Skandalowi, zgorszeniu poświęcona jest w Katechizmie Kościoła Katolickiego sekcja II w artykule o piątym przykazaniu. Zgorszenie to zachowanie czy postawa, która sprowadza drugiego człowieka na drogę grzechu. Gorszyciel może doprowadzić bliźniego do duchowej śmierci. Szczególnie ciężką przewiną jest skandal wywoływany przez osoby, które mają za zadanie np. z racji pełnionej funkcji, stanowić autorytet moralny dla innych. Zgorszenie może mieć swe źródło w prawodawstwie, w modzie, w instytucjach bądź w opinii publicznej, a także w szczególności w mechanizmach władzy. Zgorszenie jest działaniem zewnętrznym lub zaniedbaniem działania zewnętrznego, możemy je podzielić na zgorszenie czynne i bierne to z kolei na zgorszenie dane łac. scandalum datum i przyjęte łac. scandalum acceptum